# 구마가이 슌
구마가이 슌(일본어: 熊谷 駿, 1996년 8월 7일 ~ )는 일본의 축구 선수이다.

## 구단 경력
그는 2015년부터 2017년까지 J리그의 방포레 고후에서 활동하였다.